# James Wordie
Sir James Mann Wordie, CBE (26 avril 1889 – 16 janvier 1962), est un géologue et explorateur polaire écossais. 

## Biographie
Wordie est né à Glasgow. Diplômé de géologie à l'université de Glasgow, il continue son cursus au St John's College de Cambridge en 1912 et commence son travail de recherche. Ses travaux le mettent en relation avec Frank Debenham et Raymond Priestley, qui sont membres de la seconde expédition en Antarctique de Robert Falcon Scott. L'intérêt de Wordie pour l'exploration et les découvertes scientifiques est amplifié par sa rencontre avec ces deux hommes.
En 1914, Wordie se joint à sir Ernest Shackleton pour une expédition en Antarctique au cours de laquelle il officie comme géologue et chef de l'équipe scientifique. Malgré l'échec final de l'expédition, Wordie réussit à entretenir le moral du groupe et à faire des observations scientifiques, notamment océanographiques et sur la banquise de mer. Il récolte aussi d'importants spécimens géologiques.
Wordie participe à neuf expéditions polaires en comptant celle de l'Endurance. Au cours des années 1920 et 1930, il effectue de nombreux voyages en Arctique et contribue à faire éclore une nouvelle génération de jeunes explorateurs comme Vivian Fuchs, Gino Watkins et Augustine Courtauld. Il devient le plus vieux vétéran de l'exploration britannique des pôles, et peu d'expéditions quittent la Grande-Bretagne sans le consulter. Il est membre du conseil d'administration du Scott Polar Research Institute (SPRI) et président de la Royal Geographical Society. Au cours de ce mandat, il contribue à la préparation de la première ascension de l'Everest par Edmund Hillary et Tenzing Norgay. Au SPRI, il assiste Fuchs dans la première traversée de l'Antarctique, ce qui est le but premier de Shackleton en 1914. Il est doyen du St John's College et est élevé à la dignité de chevalier en 1959 pour sa contribution essentielle à l'exploration britannique des pôles.
Wordie participe à la Naval Intelligence Division Geographical Handbook Series (série de guides de géographie au format de poche des services de renseignement de la marine britannique) qui fut publié au cours de la Seconde Guerre mondiale.

## Hommage
- L'abri principal de l'actuelle base antarctique Akademik Vernadsky a porté son nom (le site a été déplacé).

## Sources
- (en) Cet article est partiellement ou en totalité issu de l’article de Wikipédia en anglais intitulé « James Wordie » (voir la liste des auteurs).